# هكتور سواريز
هكتور سواريز (بالإسبانية: Héctor Suárez)‏ هو ممثل مكسيكي، ولد في 21 أكتوبر 1938 بمدينة مكسيكو في المكسيك.

## وصلات خارجية
- هكتور سواريز على موقع IMDb (الإنجليزية)
- هكتور سواريز على موقع قاعدة بيانات الفيلم (الإنجليزية)